# Thiết Ống
Thiết Ống là một xã thuộc tỉnh Thanh Hóa, Việt Nam.
Được thành lập ngày 16 tháng 6 năm 2025 trên cơ sở các xã Thiết Kế, Thiết Ống của huyện Bá Thước, xã Thiết Ống chính thức hoạt động từ ngày 1 tháng 7 cùng năm.

## Địa lý
Xã Thiết Ống nằm ở vùng núi phía tây bắc tỉnh Thanh Hóa, có vị trí địa lý:
- Phía đông giáp xã Điền Quang
- Phía bắc giáp các xã Bá Thước, Điền Lư, Hồi Xuân
- Phía tây giáp các xã Văn Nho, Trung Hạ
- Phía nam giáp các xã Văn Nho, Đồng Lương.

Xã Thiết Ống có diện tích tự nhiên 94,32 km², quy mô dân số năm 2024 là 13.227 người, mật độ dân số đạt 140 người/km².

## Lịch sử
Địa giới hành chính xã Thiết Ống trước đây là các xã Thiết Kế, Thiết Ống, nằm ở phía tây nam huyện Bá Thước.
Ngày 16 tháng 6 năm 2025, huyện Bá Thước bị giải thể do bỏ cấp huyện; xã Thiết Ống được thành lập theo Nghị quyết số 1686/NQ-UBTVQH15 của Ủy ban Thường vụ Quốc hội trên cơ sở sáp nhập toàn bộ diện tích tự nhiên và quy mô dân số của 2 xã Thiết Kế, Thiết Ống. Xã này chính thức hoạt động từ ngày 1 tháng 7 năm 2025, là đơn vị hành chính trực thuộc tỉnh Thanh Hóa.

### Xã Thiết Ống trước 16/6/2025
Xã Thiết Ống còn được gọi là Mường Ống, vào thời Lê-Nguyễn là vùng đất thuộc huyện Cẩm Thủy, phủ Thiệu Thiên, Thanh Hóa. Đến năm Thành Thái thứ 14 (1902), thuộc tổng Thiết Ống, châu Lang Chánh. Vào năm Khải Định thứ 10 (1925), tổng Thiết Ống chuyển về châu Tân Hóa mới thành lập. Năm 1943, tổng Thiết Ống nhập với tổng Cổ Lũng thành một bang của châu Quan Hóa. Sau Cách mạng tháng Tám (1945), tổng Thiết Ống thuộc châu Tân Hóa mới tái lập, đến tháng 11 năm 1945, châu Tân Hóa đổi thành châu Bá Thước theo tên của thủ lĩnh Cầm Bá Thước trong phong trào Cần vương.
Tháng 3 năm 1948, châu Bá Thước đổi thành huyện Bá Thước, xã Thiết Ống là một trong bảy xã thuộc huyện Bá Thước.
Hiện nay, xã Thiết Ống gồm các làng: Thung, Triết, Suội, Chiếng, Dồn, Thúng, Mén, Cởi, Chum, Đốc, Sặng, Đô, Cú, Trệch, Hang, Chiềng, Cốc, Nán và Đồng Tâm.

## Hành chính
Xã Thiết Ống có 24 tổ chức tự quản. Dưới đây là danh sách các tổ chức tự quản theo địa giới từng xã cũ:
| Mã    | Tên xã    | Hành chính     | Hành chính |
| Mã    | Tên xã    | Số lượng       | Danh sách |
| ----- | --------- | -------------- | --- |
| 14980 | Thiết Ống | 15 thôn, 4 phố | Các thôn: Chiềng, Chun, Cốc, Cú, Đô, Hang, Liên Thành, Nán, Quyết Thắng, Sặng, Suội, Thành Công, Thiết Giang, Thúy, Trệch; các phố: Bá Lộc, Đồng Tâm 1, Đồng Tâm 2, Đồng Tâm 3 |
| 14986 | Thiết Kế  | 5 thôn         | Cha, Chảy Kế, Kế, Khung, Luồng |

## Văn hóa
Thiết Ống được coi là nơi phát tích của sử thi Đẻ đất đẻ nước, còn dấu tích ở Đồi Chu.

## Di tích
- Hang làng Cốc, di chỉ khảo cổ thời kì đồ đá[4].
- Ải Thiết Ống, trận địa đánh giặc Minh của nghĩa quân Lam Sơn (1422)[4].